# Grød
Grød er på dansk en betegnelse for den egentlige grød, der består af kogt korn, gryn eller ris, og frugtgrød. Konsistensen er det fælles kendetegn.
Grødtyper:
- Boghvedegrød
- Byggrød, også kaldet vandgrød (hvis kogt med vand) eller sødgrød (hvis kogt med mælk)
- Havregrød, af havregryn
- Risengrød, herunder risvandgrød
- Øllebrød er også en slags grød
- Speltgryn indgår i mange grødblandinger
- Hirsegrød, indeholder ikke gluten

Egentlig grød er almindeligvis ret billig mad, og brugtes således ofte tidligere som formad. Frugtgrød er gerne sød og benyttes som dessert.